# Мания величия (фильм)
«Мания величия» — кинокомедия, поставленная режиссёром Жераром Ури по мотивам пьесы Виктора Гюго «Рюи Блаз» и снятая кинематографистами Франции, Италии, Испании и ФРГ. Во Франции фильм стал самым популярным фильмом года.

## Сюжет
Испания, XVII век. Дон Саллюст, испанский гранд и министр по финансам и налогам при дворе испанского короля, отстаивает интересы аристократов и душит налогами бедняков. Однажды, соблазнив фрейлину, он попадает в немилость к королеве донне Марии, которая лишает его титула, должности, состояния и высылает из Мадрида. Желая отомстить ей за унижение, Саллюст разрабатывает хитроумный план: инсценировать сцену измены королевы и заставить короля изгнать её из Испании. Саллюст при этом должен выступить в роли разоблачителя неверной королевы и вернуть себе расположение короля, а с ним и все причитающиеся блага.
На роль мнимого любовника королевы он поначалу выбирает своего племянника Сезара, красавца, промышляющего со своей бандой грабежами на горных дорогах. Но Сезар отказывается участвовать в этом, за что Саллюст приказывает изловить его и продать в рабство сахарским берберам. А за реального Сезара он решает выдать своего слугу Блаза, который действительно влюблён в королеву и поначалу не подозревает о планах своего хозяина. Оказавшись при дворе, Блаз случайно узнаёт о готовящемся покушении на короля, организованном грандами. Ему удаётся предупредить правителя, за что он получает титул гранда и назначается министром финансов. Блаз проводит политику, противоположную политике Саллюста: повышает налоги для богатых и освобождает от платы бедняков, за что становится врагом номер один для испанских грандов, мечтающих разделаться с ним. Выяснив, кто из грандов готовил покушение на короля, Блаз способствует их аресту и отправке в Сахару в качестве рабов. Там они встречают настоящего Сезара и рассказывают ему о его двойнике. Сезар вне себя от ярости бежит от берберов и возвращается в Мадрид.
Тем временем Саллюст готовит к реализации последнюю часть своего плана: он передаёт королеве записку от Блаза с приглашением на свидание в одной из загородных гостиниц во время отсутствия короля. Но записка также попадает к дуэнье королевы, которая уже давно влюблена в Блаза. Итак, в гостиницу прибывают королева, дуэнья, ложный Сезар и настоящий Сезар и, некоторое время спустя, сам король, оповещённый Саллюстом. Но Блазу удаётся своевременно раскрыть план Саллюста и уговорить Сезара спасти королеву. В гостинице король застаёт лишь Блаза с дуэньей. Он отправляет Саллюста и Блаза в рабство к берберам: одного — за наговор на королеву, другого — за отказ жениться на дуэнье.

## В ролях
| Актёр               | Роль                          |
| ------------------- | ----------------------------- |
| Луи де Фюнес        | Дон Саллюсто                  |
| Ив Монтан           | Рюи Блаз                      |
| Карин Шуберт        | королева Испании              |
| Алис Саприч         | Донна Хуана (дуэнья королевы) |
| Альберто де Мендоса | король Испании                |
| Габриэле Тинти      | Дон Сезар                     |
| Венантино Венантини | маркиз дель Басто             |
| Антонио Пика        | великий герцог Де-Лос-Мондес  |
| Поль Пребуа         | немой                         |

## Производство
На роль Блаза изначально рассматривался актёр Бурвиль. Однако его смерть изменила планы, и роль Блаза досталась Иву Монтану.
Сцены в пустыне снимались в пустыне Табернас испанской Альмерии. За 10 лет до этого здесь Дэвид Лин снял «Лоуренса Аравийского». Декоратор Жорж Вакевич построил здесь большую норию, поливающую пальму. Съёмки приостановила погода - шёл проливной дождь несколько дней. К удивлению даже местных жителей после дождя сквозь песок пробилась трава. Поэтому были наняты местные жители для прополки от травы, чтобы вернуть декорациям облик пустыни.
Из-за непогоды съёмки в Гранаде начались позже планируемого. Снимают в основном в Альгамбре, дворцовом комплексе, сохранившим облик XV века. Погода удивила удивительным для Гранады холодом, не замеченным здесь за последние 50 лет. Из-за холода растения Альгамбры поникли, и реквизиторы расставили искусственные цветы, характерные для середины мая. Большинство статистов были набраны среди студентов на каникулах, и из-за откладывания съёмок из-за погоды производители опасаются потерять их со скорым возобновлением занятий.
Во дворе Дворца Карла V снималась сцена сбора налогов; игру в жмурки - на Львином дворике. В отместку за то, что Карин Шуберт осталась равнодушной к особому вниманию к ней Жерара Ури, он вёл себя с ней грубо и мстительно. Например, на её шляпке плохо закрепляли цветы, которые падали при движении актрисы, и Ури ругал актрису, хотя её вины в том не было.
Сцену, где Блаз толкает дуэнью в пруд, снимали в садах Парталя, где в воде видно отражение Дамской башни. Актрисе Алис Саприч непросто далась сцена из-за тяжёлого платья, украшений и парика общим весом 20-30 кг. Когда она мокрая садится слушать признание Блаза, вода бьёт фонтанчиками из множества проделанных в платье отверстий и подведённых к нему 60 трубок. Воду в пруду старались подогреть, чтобы не застудить актрису, однако затея не сработала - вода быстро остывала, и Саприч падала в ледяную воду. Однако для разговора с Блазом актрису целый день поливали из леек тёплой водой. Избавившись от дуэньи, Блаз находит королеву в саду Хенералифе (patio de la Acequia), у Летнего дворца Насридов.
Сцены с быками снимали в Севилье, неподалёку от Ла-Пуэбла-дель-Рио. Имение маркиза де Приего на самом деле принадлежало Хосе Мария Эскобару и называется «Isla Mínima del Guadalquivir». Съёмки проходили во дворце и на малой арене. Постановщик трюков Клод Карлье отмечал ловкость исполнителей главных ролей в сцене метания оловянных тарелок, которыми при неверной подаче можно ранить партнёра. В Севилье актёров Луи де Фюнеса и Ива Монтана поселили в роскошном отеле Альфонсо XIII.
Уличные съёмки Мадрида не представлялись возможными из-за антенн, электрических проводов и прочих атрибутов современности, выглядящими в фильме анахронизмом. Поэтому на студиях Roma и французской Saint-Maurice декораторы выстроили целый комплекс площадей, переулков и патио. На Saint-Maurice возвели приёмный зал и королевскую библиотеку. Съёмки в Эскориале были сперва разрешены, но затем разрешение отозвали, чтобы не терять сотни туристов. Одна из немногих сцен, снятых в Эскориале - это прибытие короля, вернувшегося с охоты и проезжающего по площади.
Начальные сцены сбора налогов Саллюстом снимались в средневековом посёлке Педраса в провинции Сеговия. Сцена, где герой Ива Монтана бежит по лестнице, чтобы предупредить о покушении короля, снималась в музее Санта Крус в Толедо.
Съёмки закончились с опозданием, в августе 1971 года.

## Галерея

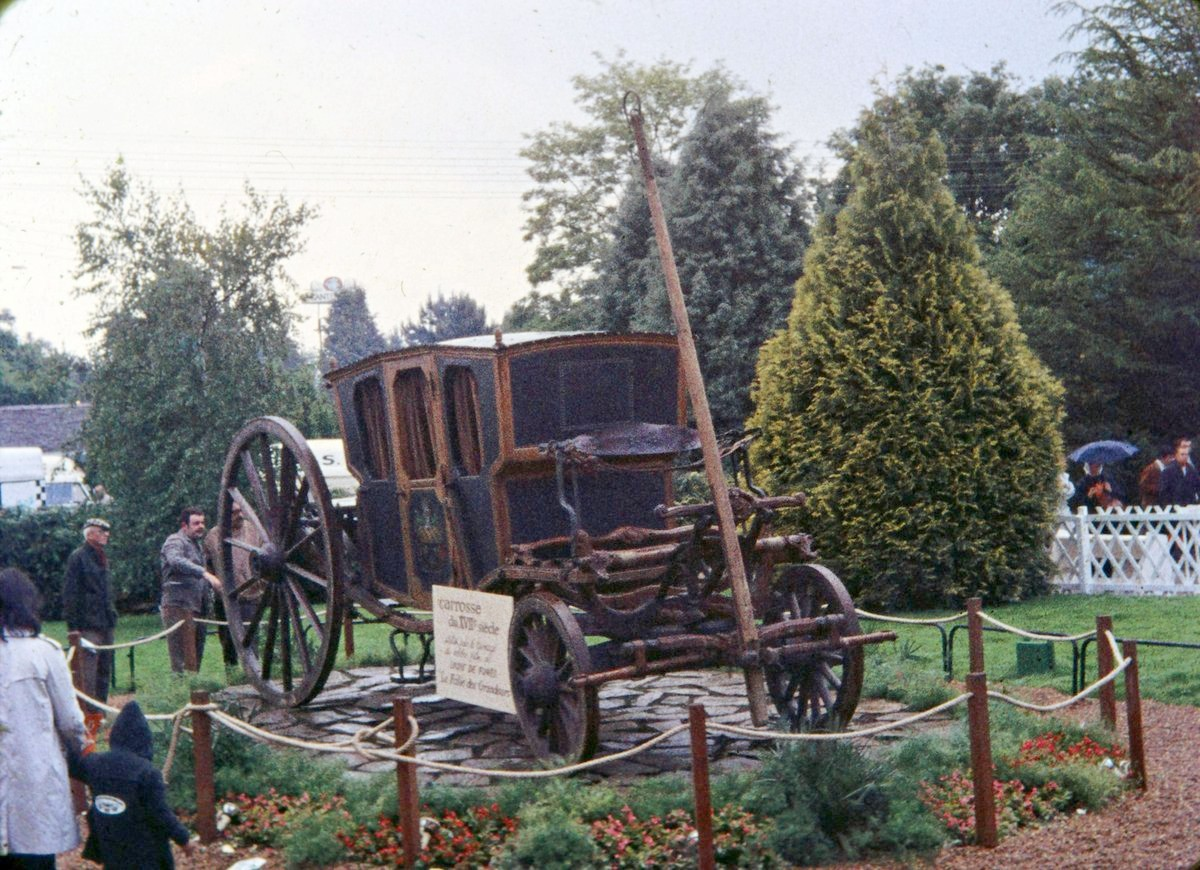
Карета Салюста, выставленная на Гран-при Франции 1972 года на трассе Клермон-Ферран.
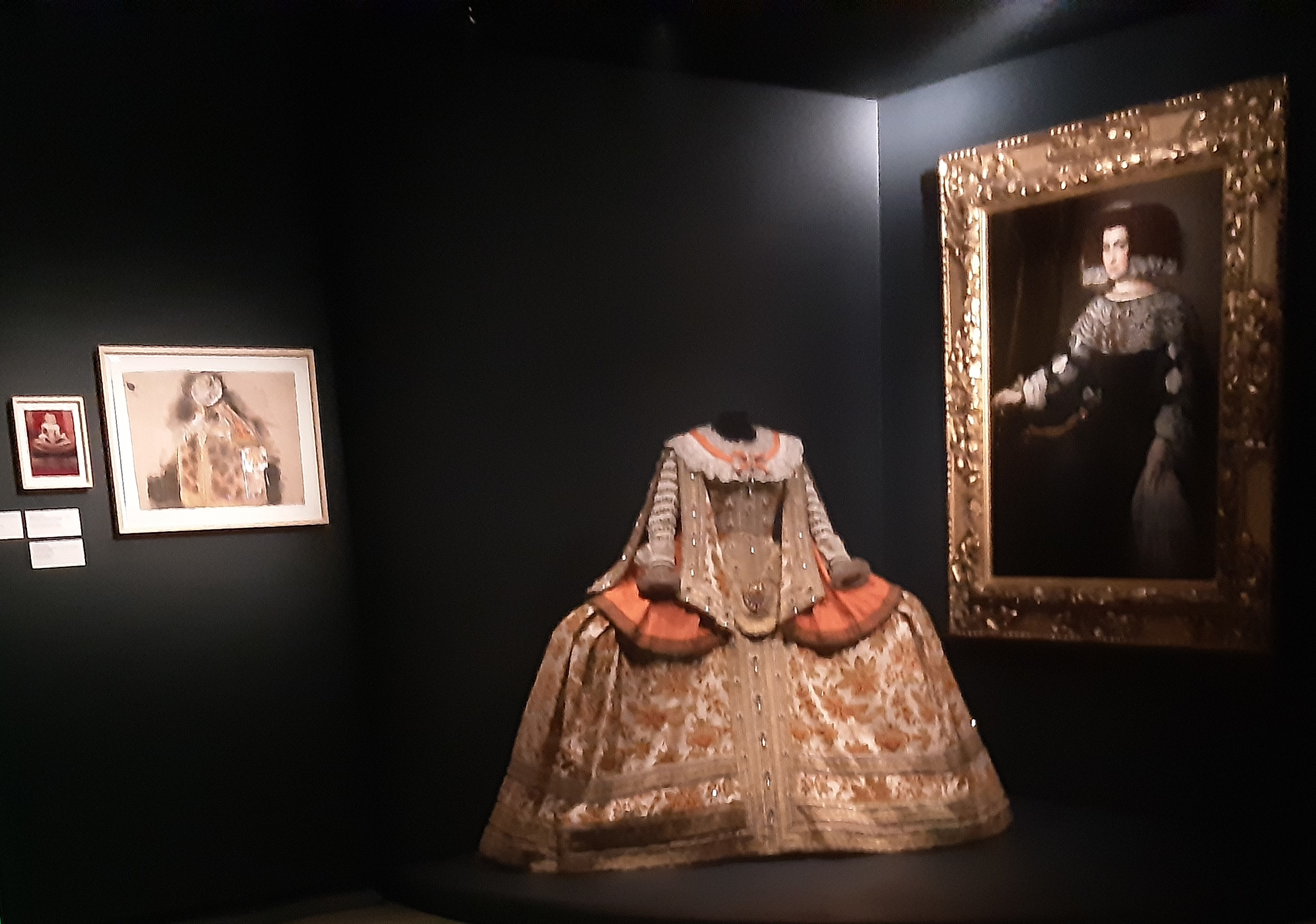
Платье королевы костюмера Жака Фонтерея[фр.] на выставке в честь Луи де Фюнеса в Синематике, 2020 год.
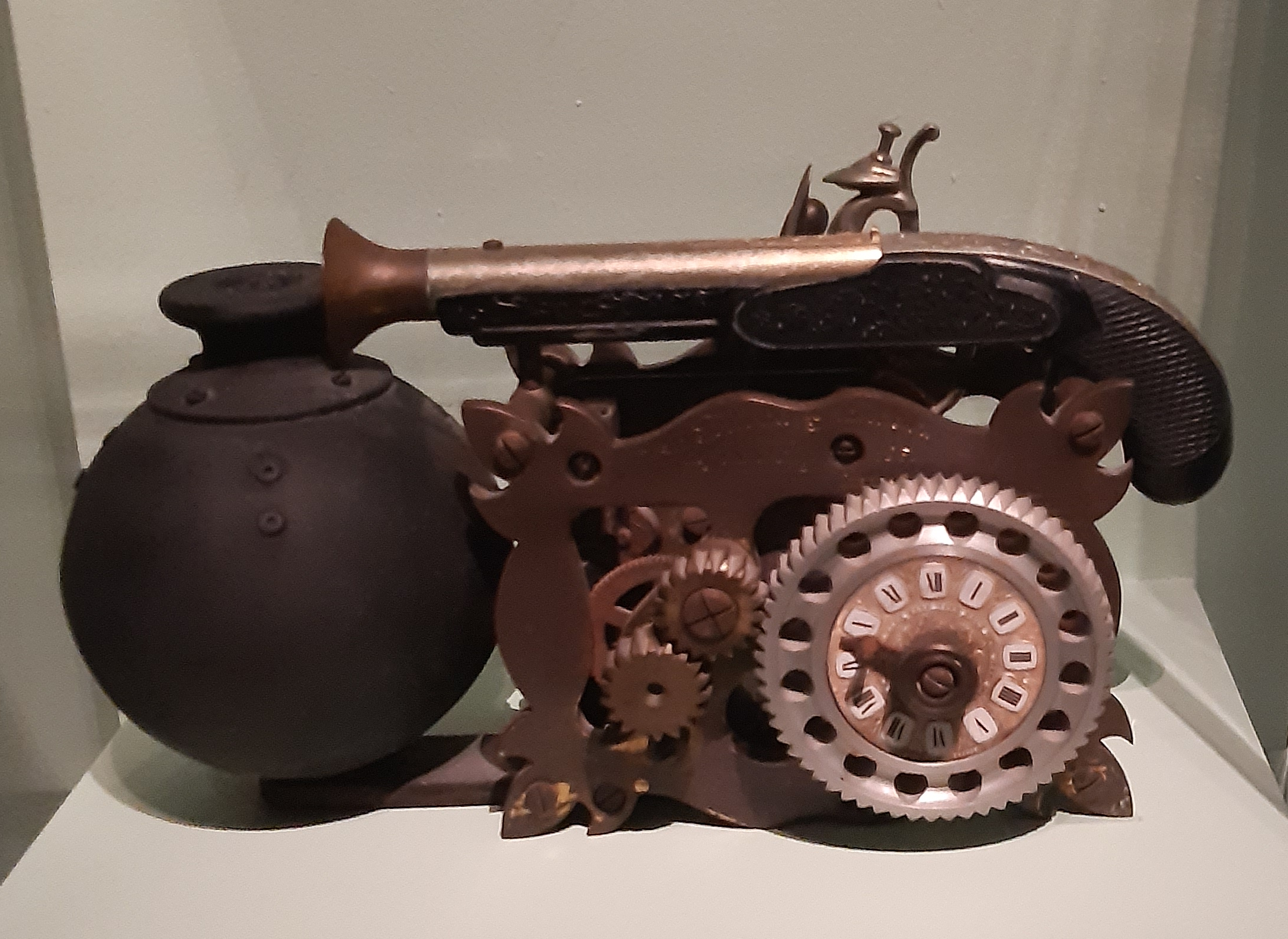
«Адская машина» заговорщиков с выставки 2020 года в Синематике
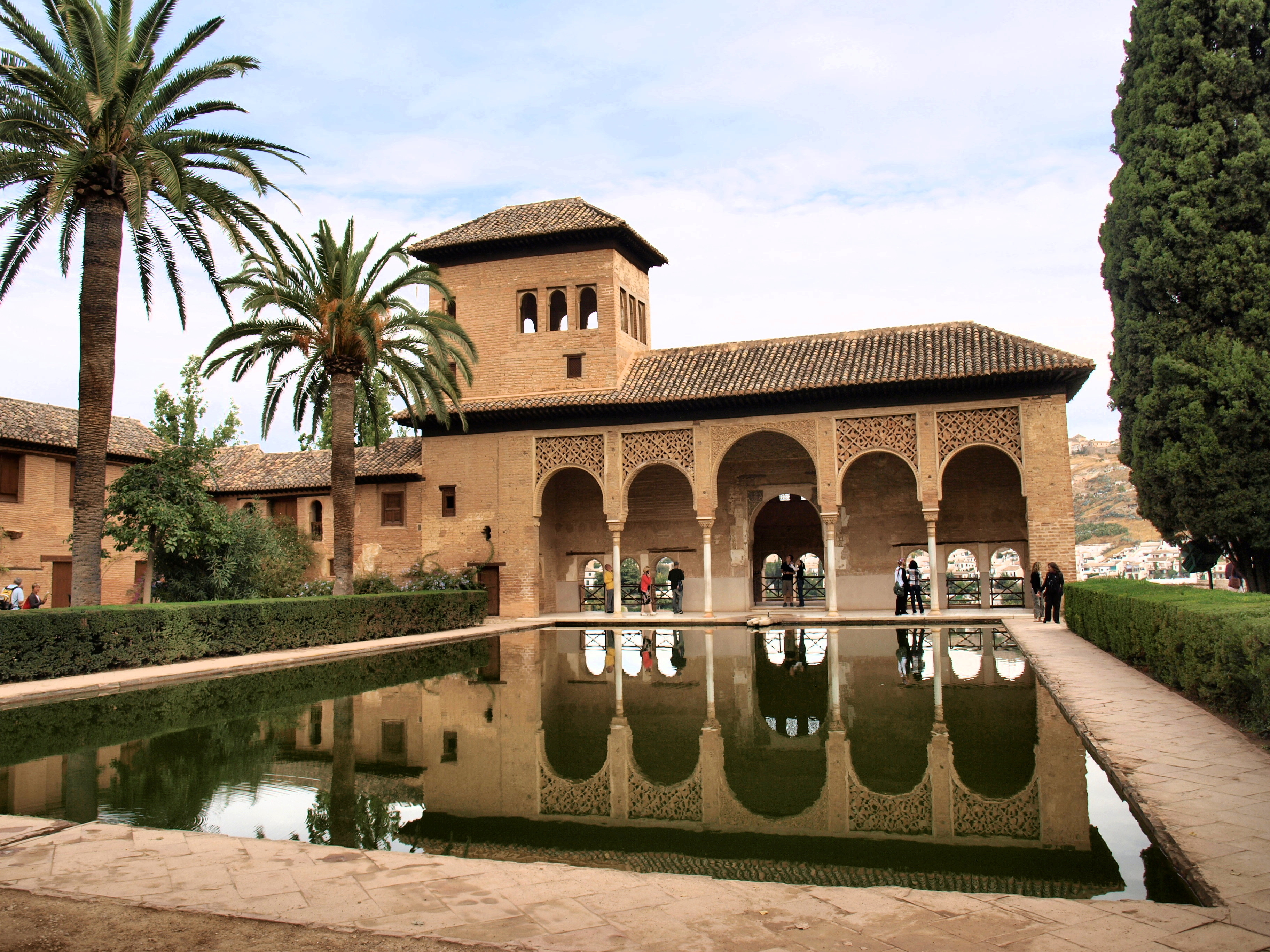
Игру в жмурки возле пруда снимали в садах Парталя[фр.] Альгамбры
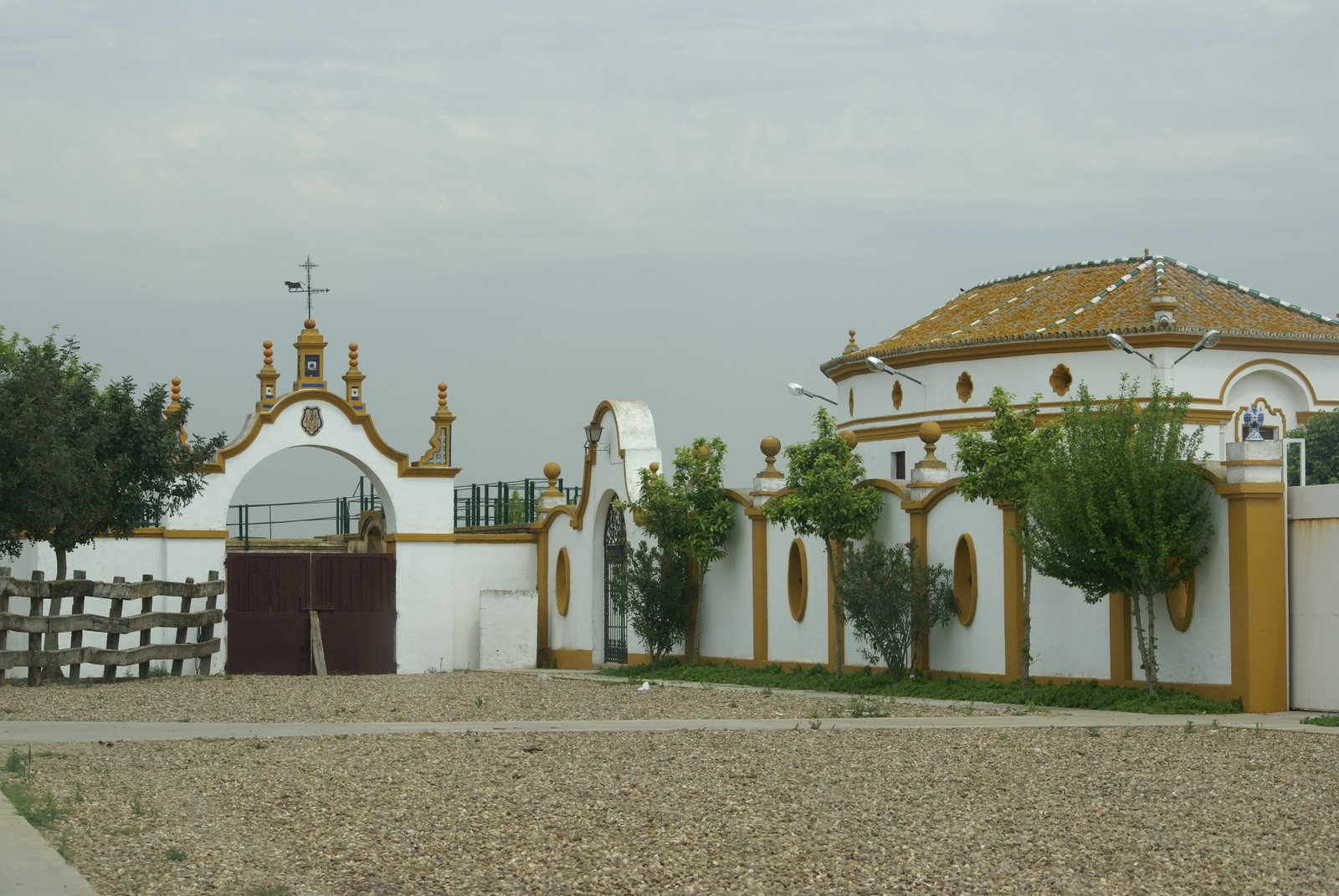
Загон быков в Isla Mínima del Guadalquivir, Севилья
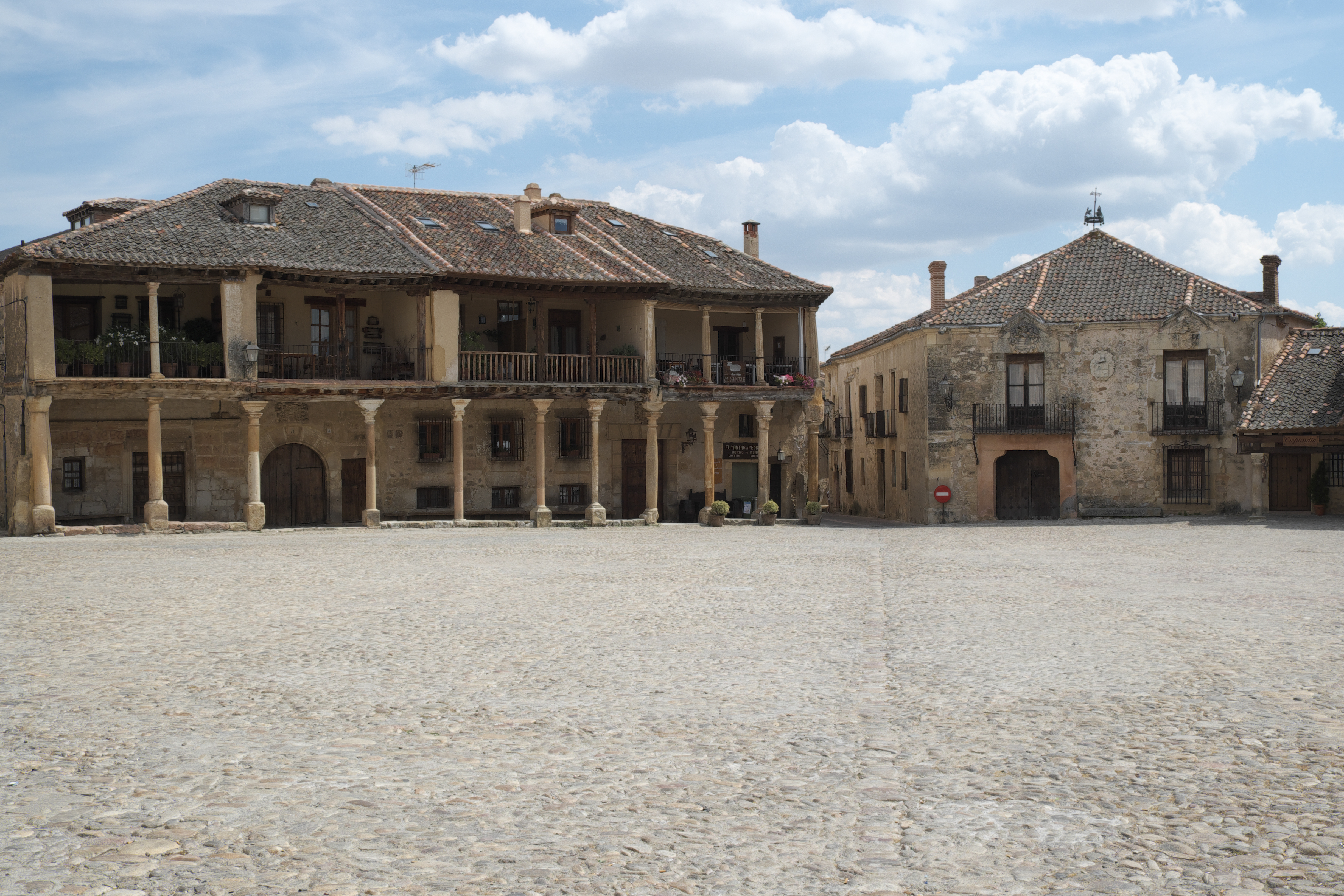
Педраса в провинции Сеговия